# Alfa Romeo (Formule 1)
Alfa Romeo F1 Team was een Italiaans Formule 1-team dat tussen 1950 en 1985 deelnam als constructeur en van 2019 tot 2023 als naamsponsor onder de Zwitserse vlag. Van 1950 tot 1988 was het merk ook een motorleverancier in de sport. Alfa Romeo was een van de constructeurs die deelnamen aan het inaugurele seizoen van de Formule 1, dat door een van hun rijders, Nino Farina, dat jaar werd gewonnen. Juan Manuel Fangio greep de rijderstitel voor Alfa Romeo in 1951.
Na bijna 30 jaar absentie keerde het merk in 1979 terug in de Formule 1, waarna het vanaf het seizoen 1980 een volledig programma ondernam. Deze periode verliep minder succesvol voor het merk, en zij verlieten het kampioenschap na het seizoen 1985.
In 2018 maakte Alfa Romeo na 30 jaar afwezigheid haar rentree in de Formule 1. Alfa Romeo werkte in dat jaar samen met renstal Sauber op strategisch en commercieel vlak. De renstal ging de naam Alfa Romeo Sauber F1 hanteren. In 2019 gaat het team van Sauber verder onder de naam Alfa Romeo Racing. In 2020 werd Orlen de volgende titelsponsor. Op 27 januari nam het online casino Stake.com de rol als titelsponsor over en veranderde de naam wederom, ditmaal naar Alfa Romeo F1 Team Stake. Het seizoen 2023 was het laatste seizoen voor de naam Alfa Romeo in de Formule 1.

## Geschiedenis

### Eerste periode: 1950-1951

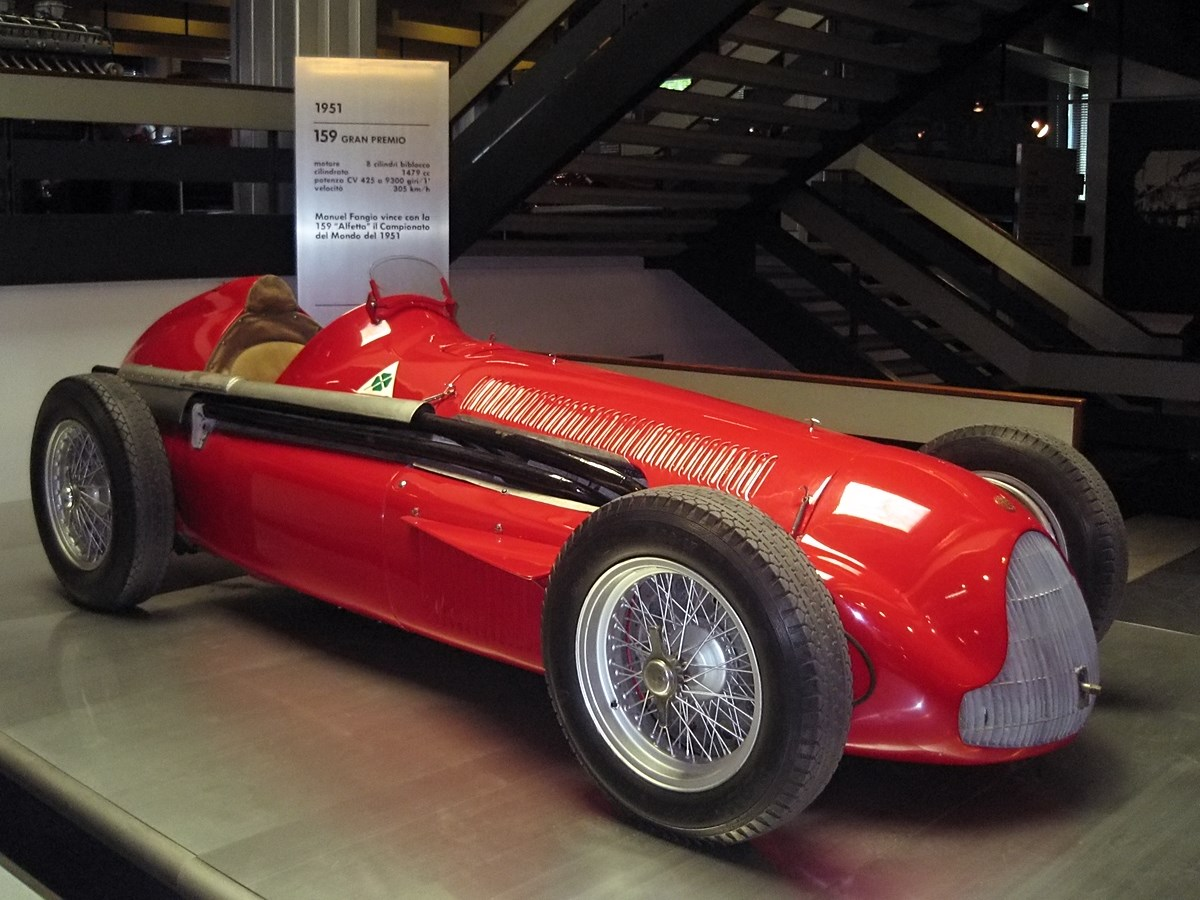
De 159 Alfetta uit 1951, waarmee Fangio dat jaar de rijderstitel won

Alfa Romeo had al een succesvolle geschiedenis in Grand Prix-races voordat het in 1950 hun intrede maakte in de Formule 1. Met rijders Nino Farina en Juan Manuel Fangio domineerde zij het inaugurele kampioenschap in de Formule 1, dat toentertijd nog enkel een puntentelling hanteerde voor een rijderskampioenschap. Achter het stuur van de 158 Alfetta compressor, won Farina dat jaar de titel, met Fangio op een tweede plaats. In het seizoen 1951 kwam het rijderskampioenschap op naam te staan van Fangio; zijn eerste van in totaal vijf wereldtitels. Deze won hij in de 159 Alfetta (een evolutie van de 158, met een dubbele compressor).
De Alfa-motoren waren zeer krachtig tegenover hun capaciteit, met name ook voor die periode; de 159 had 420 Pk. Daarentegen verbruikte ze tegelijkertijd ook veel: 125 tot 175 liter op de 100 kilometer. De stijgende concurrentie die het ondervond van hun voormalige werknemer, Ferrari, deed Alfa Romeo, dat in handen was van de staat, besluiten het kampioenschap in 1952 te verlaten nadat de Italiaanse regering weigerde om voor de hoge kosten van een nieuw ontwerp van de auto op te dragen. Verrassend genoeg was het budget waarmee Alfa Romeo deelnam in de Formule 1 relatief klein, waarin het in die twee seizoenen bijvoorbeeld voornamelijk gebruik maakte van vooroorlogse technieken en materialen.
De laatste overwinning van de 159 was in 1953 tijdens de Grand Prix van Italië, ruim 16 jaar na de introductie van de eerste Alfetta. Dit in combinatie met de formule 1 wereldtitel in 1950, waarvan alle Grands prix gewonnen, en 1951 maakt de Alfetta 158/159 tot een van de meest succesvolle racewagens ooit.

### Als motorenleverancier: 1961-1979

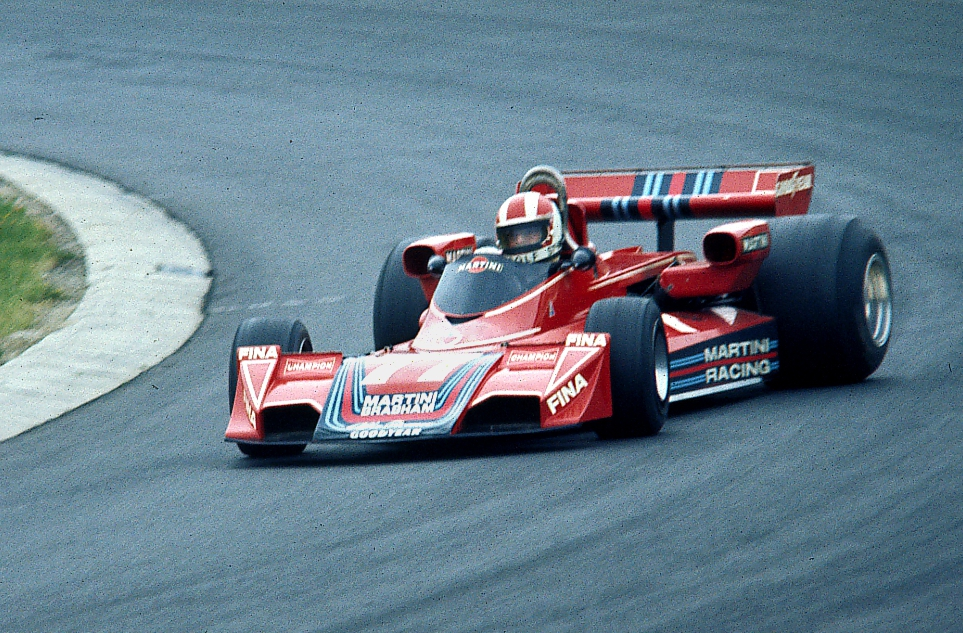
De Brabham-Alfa Romeo BT45 uit 1976

Alfa Romeo keerde begin jaren zestig terug in de Formule 1 als leverancier van motoren. Zij maakte 4-in-lijn motor die gebruikt werden door kleine teams als De Tomaso en privé-ingeschreven Coopers. Het merk keerde weer kortstondig terug in de seizoenen 1970 en 1971, met een V8-motor die zij baseerden op hun sport auto installatie. Deze werd voornamelijk in gebruik genomen door Andrea de Adamich, die al een langdurige relatie had met Alfa Romeo, en deze plaatste in zijn McLaren als derde fabrieksrijder van het team. Dit deed hij vervolgens ook in 1971, maar toen met een March chassis, waar een vergelijkbaar gebrek aan resultaten uit voort kwamen.

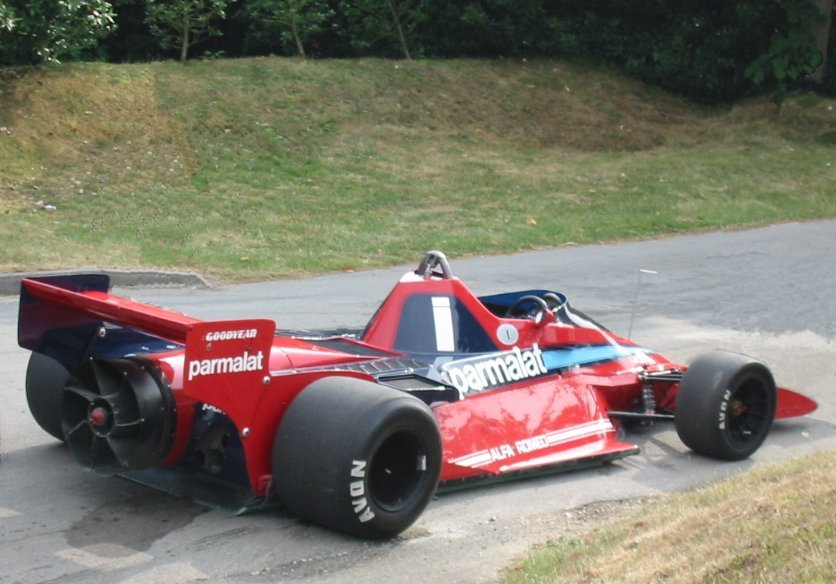
De technisch unieke Brabham-Alfa Romeo BT46 uit 1978, die na twee races alweer verbannen werd

In het seizoen 1976 kreeg Alfa Romeo echter weer een hoog profiel in de sport, toen het tot een overeenkomst kwam met het team van Brabham om voor hun motoren te gaan leveren; dit waren 12-cilinder boxermotoren ontworpen door Carlo Chiti en gebaseerd op die zij gebruikte in hun sportauto's. De motoren waren vrij en produceerden nagezegd zo'n 510 Pk, in tegenstelling tot de 465 Pk sterke Cosworth DFV motoren, die alomtegenwoordig waren in die tijd. Het omhulselen van deze motoren was echter een moeilijkheidsgraad, die moesten bijvoorbeeld verwijderd worden wanneer er een bougie werd vervangen, en door het hoge brandstofverbruik waren er vier aparte brandstoftanken nodig om in totaal 214 liter brandstof mee te nemen. De avontuurlijke ontwerpen waarmee Brabhams vaste ontwerper Gordon Murray vaak mee aan kwam zetten, waaronder de Brabham BT46 die in 1978 twee races won, was gedeeltelijk een reactie om de uitdaging aan te gaan voor het produceren van een gepast, licht en aerodynamisch chassis over de grote en lompige installatie van de Alfa-motor. De opkomst van grondeffectauto's deden de lage en brede Alfa-motoren teniet, waardoor Murray aandrong bij Alfa Romeo om een smallere versie te produceren. Dit deden zij in het seizoen 1979 in slechts drie maanden, maar de auto bleef onbetrouwbaar en allesbehalve zuinig.

### Tweede periode: 1979-1985

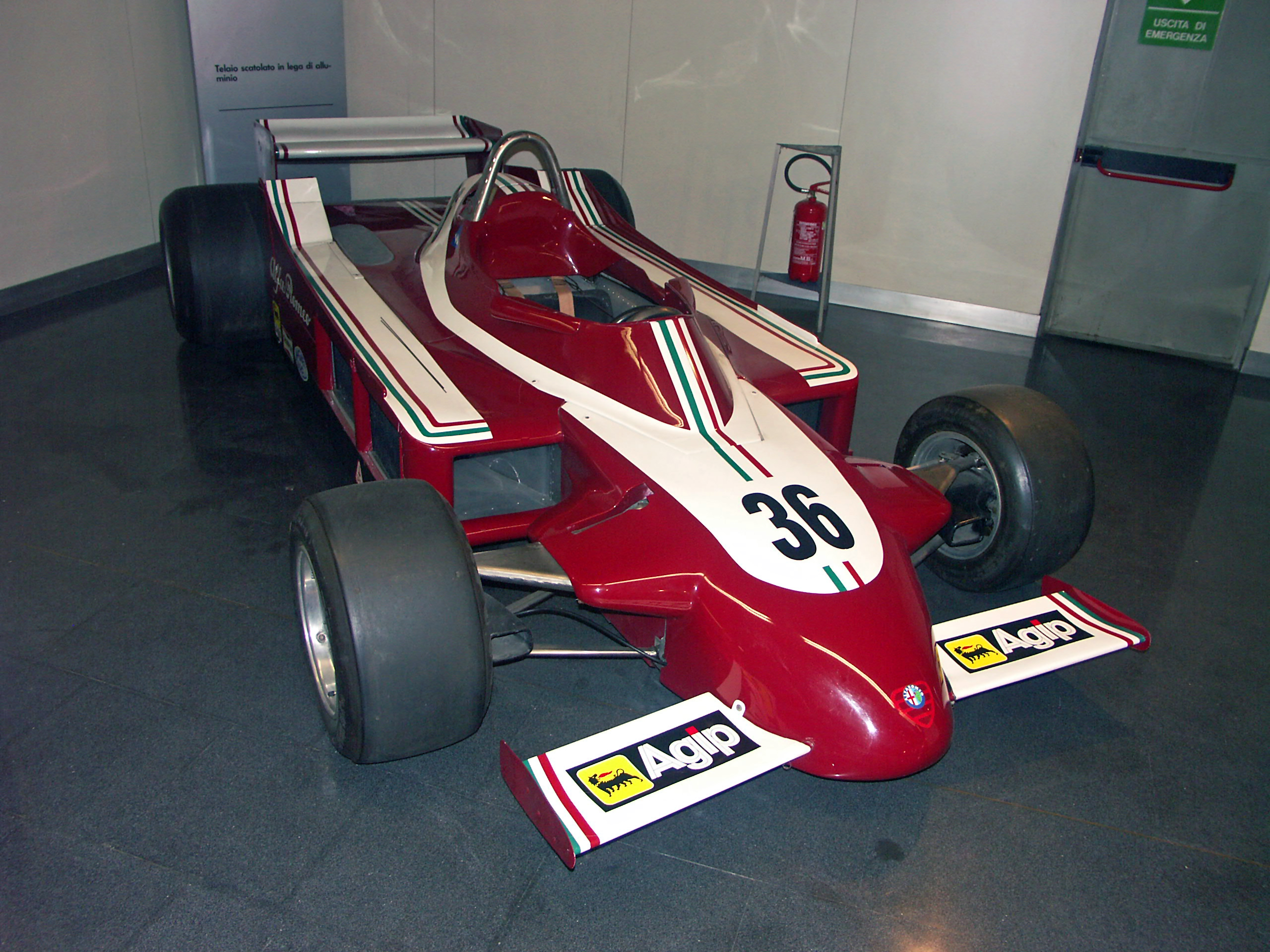
Alfa Romeo keerde in 1979 terug als constructeur met de 177

Tijdens het seizoen 1979, na enig aandringen van Chiti, gaf Autodelta (de toenmalige naam van de sportieve afdeling van Alfa Romeo) toestemming om weer een eigen Formule 1-auto te ontwerpen. Het contract met Brabham werd nog voor het einde van het seizoen nietig verklaard. Het eerste ontwerp, de Alfa Romeo 177, debuteerde met rijder Bruno Giacomelli tijdens de Grand Prix van België 1979.

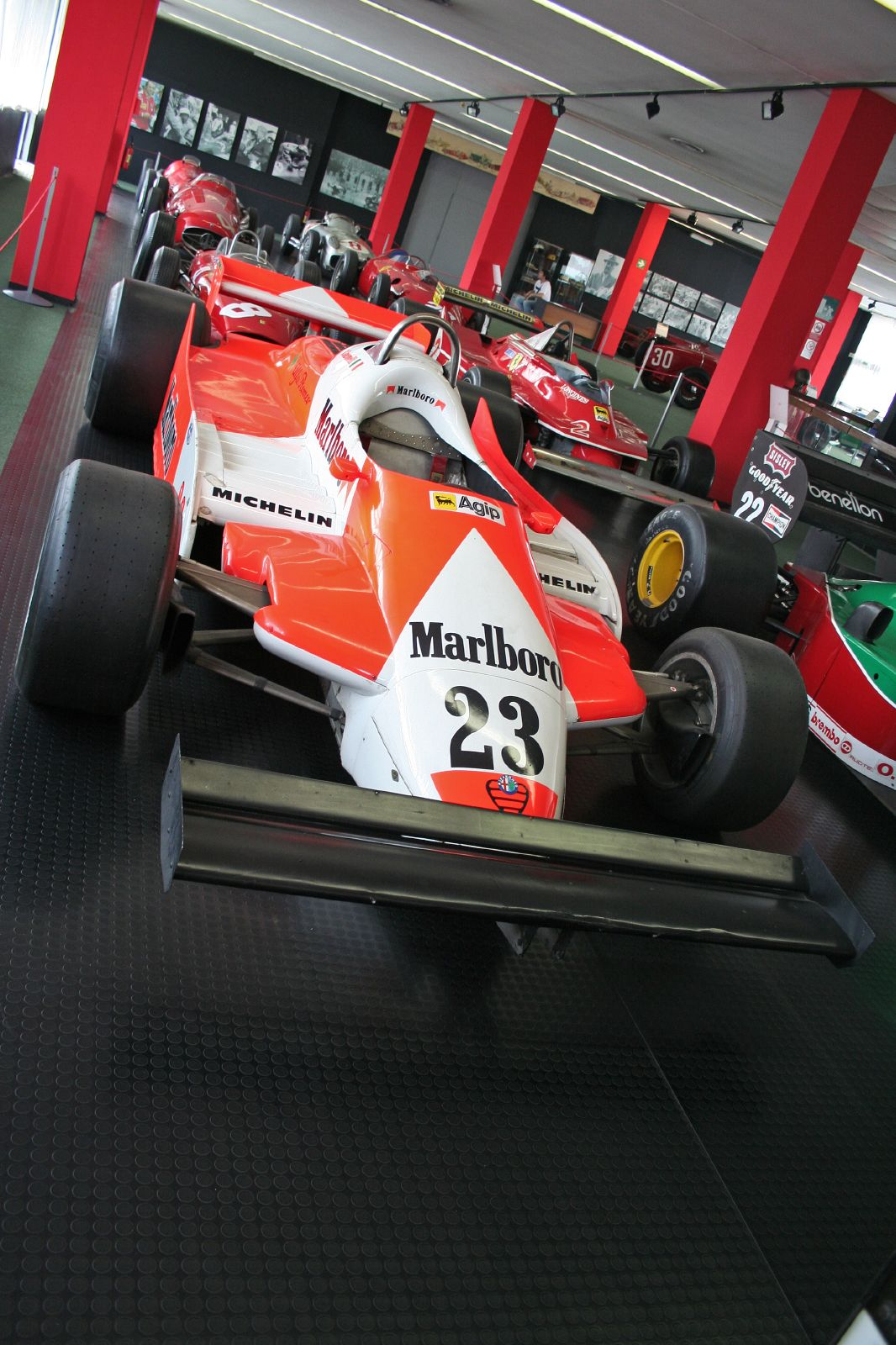
De Alfa Romeo 179B uit 1981

De tweede periode van Alfa Romeo als constructeur in de Formule 1 was ondanks het potentieel en tijdelijk de grote financiële steun van Marlboro nooit succesvol. Tussen 1979 en 1985 greep het team naar twee polepositions; Giacomelli lag lange tijd aan de leiding van de Grand Prix van de Verenigde Staten 1980, maar moest uiteindelijk met een elektrisch probleem opgeven, en Andrea de Cesaris startte van kop tijdens de Grand Prix van de Verenigde Staten West 1982 voordat hij vroegtijdig uit de race verdween omwille van een ongeval. Het team behaalde daarnaast in totaal vijf podiumposities en ook een keer de snelste rondetijd. Het materiaal was echter vaak onbetrouwbaar. Ook ontkwamen zij niet van tragiek, toen het team in hun eerste volledige seizoen in 1980 rijder Patrick Depailler verloor in een fataal ongeluk tijdens een test op de Hockenheimring. In 1981 werd er gebruikgemaakt van de diensten van de ervaren Mario Andretti, maar ook hij kreeg te maken met veel betrouwbaarheidsproblemen. Het beste seizoen van Alfa Romeo was 1983, waarin het als zesde eindigde in het constructeurskampioenschap.

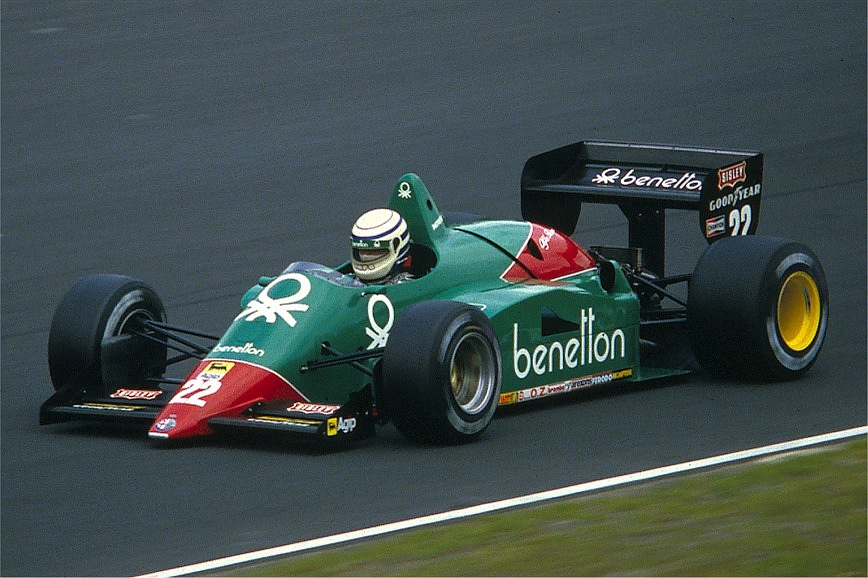
Riccardo Patrese actief in de 185T die Alfa Romeo in 1985 inzette

De opkomst van turbomotoren in de Formule 1 gaf Alfa Romeo vanaf het seizoen 1984 een terugslag in hun resultaten, en het team, dat nu door Benetton gesponsord werd, stond inmiddels onder leiding van een privé-team (Euroracing), terwijl de motoren nog steeds door Autodelta geleverd werden. In 1985 werd er met rijders Riccardo Patrese en Eddie Cheever geen enkel punt gescoord, en toen Alfa Romeo werd overgenomen door Fiat, werd ook het tweede fabrieksproject van het merk opgeheven.

### Motorenleverancier
Voor 1987 kwam Alfa Romeo tot een overeenkomst om motoren te leveren aan het Franse team van Ligier. De 1500cc 4-in-lijn Biturbo motor, ontworpen door Gianni Tonti, werd getest in een JS29B door René Arnoux. Het overkoepelende Fiat annuleerde uiteindelijk de overeenkomst, vermoedelijk na negatieve uitlatingen van Arnoux over de motor. Ligier ging daarna noodgedwongen verder met oude BMW motoren.
Tussen 1983 en 1988 was Alfa Romeo ook de hoofdleverancier voor het Italiaanse Osella team, eerst met normaal geaspireerde motoren, en later ook turbomotoren. Alfa Romeo gaf zelfs enige technische input aan het kleine team, waardoor enkele Osella chassis' gebaseerd werden op die van Alfa Romeo's. In 1988, het laatste jaar van turbomotoren, had Alfa Romeo genoeg van de negatieve publiciteit die de oncompetitieve Osella's genereerde, en verbood het team nog om verder gebruik te maken van hun naam, waardoor de motoren simpelweg "Osella V8" genoemd werden. Na afloop van het seizoen verliet Alfa Romeo de Formule 1.

### Terugkeer in de 21e eeuw

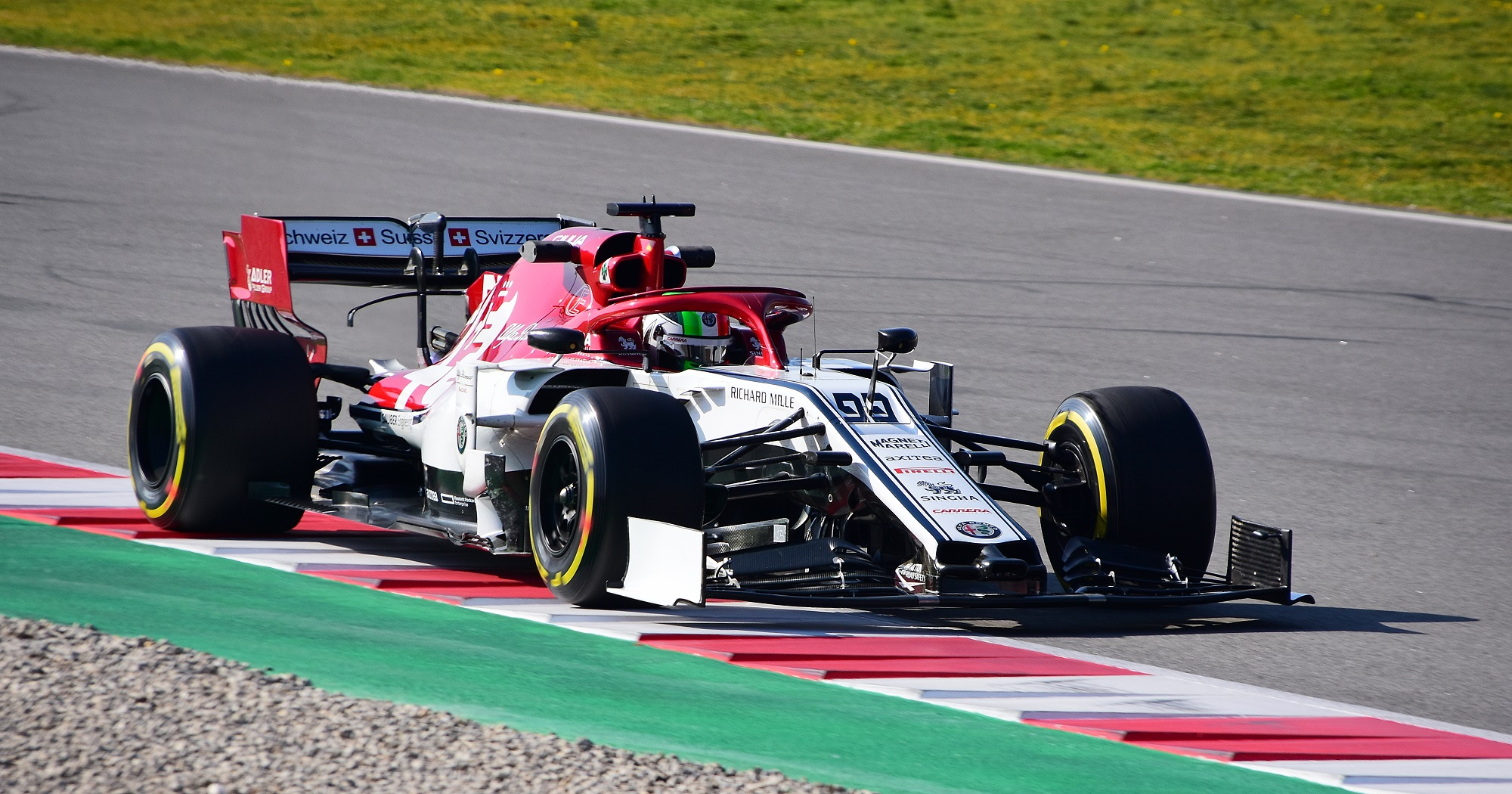
Antonio Giovinazzi in de Alfa Romeo C38

Vanaf 2015 verschenen er Alfa Romeo- en Quadrifoglio Verde (klavertje vier)-logo's op de F1 auto's van het team Sauber-Ferrari.
Op 29 november 2017 werd bekendgemaakt dat Alfa Romeo in het seizoen 2018 een samenwerking aanging met het team van Sauber, onder de naam Alfa Romeo Sauber F1 Team. Het team bleef rijden met motoren van Ferrari. De coureurs Marcus Ericsson en Charles Leclerc reden in 2018 voor Alfa Romeo.
Vanaf het seizoen 2019 opereert het Sauber F1 team onder de naam Alfa Romeo Racing, waardoor de naam Sauber voorlopig uit de Formule 1 verdween. 
Van 2019 tot en met 2021 reden Kimi Räikkönen en Antonio Giovinazzi voor het team.
Vanaf het seizoen 2020 reed het team onder de naam Alfa Romeo F1 Team ORLEN.

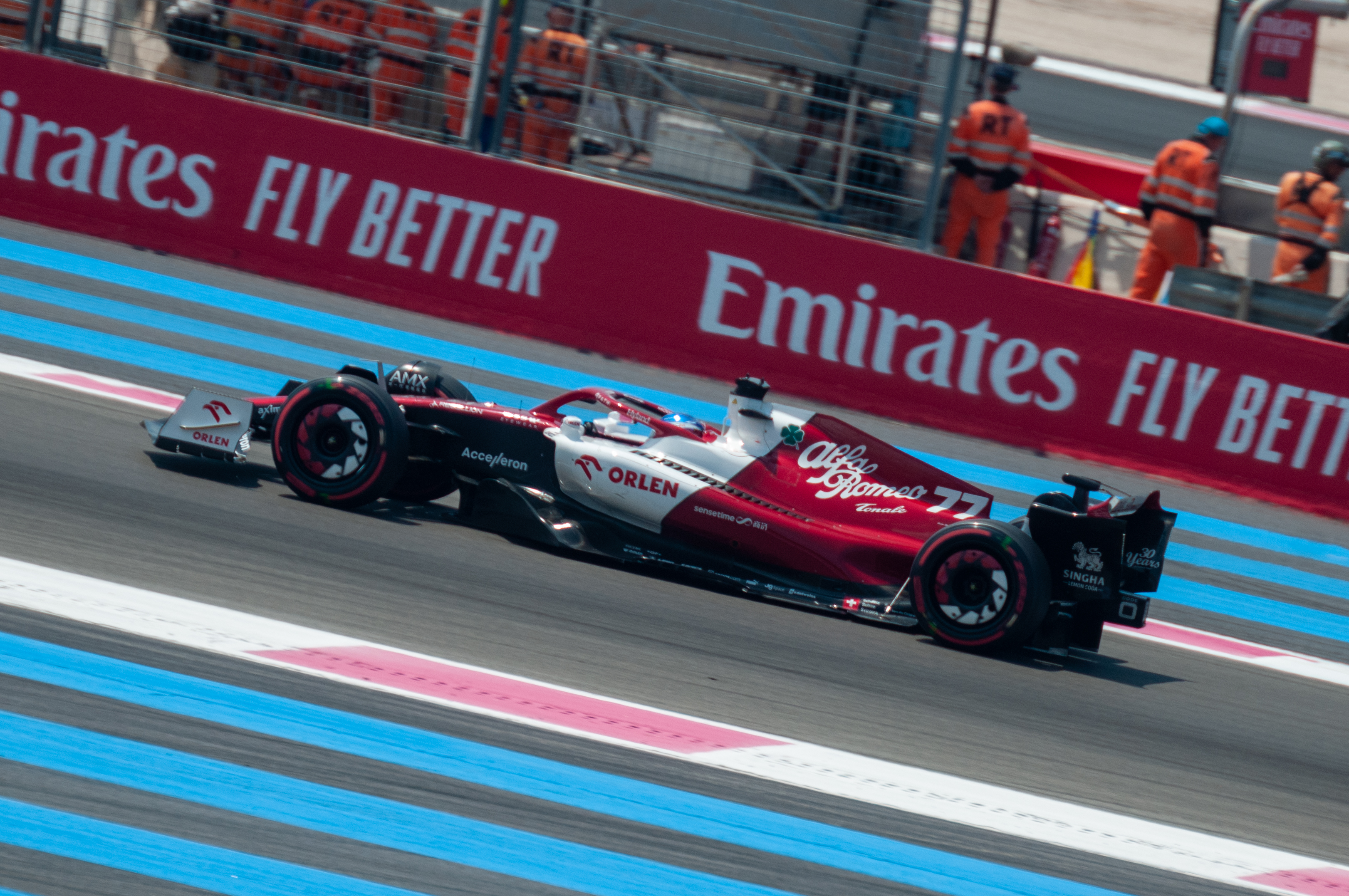
Valtteri Bottas in de C42

Vanaf het seizoen 2022 reden Valtteri Bottas en Zhou Guanyu voor het team. Gedurende het seizoen behaalde het team 55 punten en behaalde daarmee de zesde plek in het constructeurskampioenschap. Gedurende de Grand Prix van Groot-Brittannië beleefde Zhou Guanyu een harde crash. Hij kwam in aanraking met Pierre Gasly en George Russell en vloog daardoor over de kop, over de bandenstapels, de hekken in. Door de halo overleefde Zhou de crash.
Op 27 januari 2023 nam het online casino Stake.com (onderdeel van het bedrijf Medium Rare NV gevestigd op Curaçao) de rol als titelsponsor over en veranderde de naam voor het seizoen 2023 in Alfa Romeo F1 Team Stake. Het seizoen 2023 was het laatste seizoen voor Alfa Romeo, vanaf 2024 rijden Zhou Guanyu en Valtteri Bottas voor Kick Sauber.

## Complete resultaten in de Formule 1
| Kleur  | Resultaat                       |
| ------ | ------------------------------- |
| Goud   | Winnaar                         |
| Zilver | Tweede plaats                   |
| Brons  | Derde plaats                    |
| Groen  | Gefinisht (punten behaald)      |
| Blauw  | Gefinisht (geen punten behaald) |
| Blauw  | Niet geklasseerd (NC)           |
| Paars  | Uitgevallen (DNF)               |
| Rood   | Niet gekwalificeerd (DNQ)       |

| Kleur   | Resultaat                              |
| ------- | -------------------------------------- |
| Zwart   | Gediskwalificeerd (DSQ)                |
| Wit     | Niet gestart (DNS)                     |
| Blanco  | Gewond (INJ)                           |
| Blanco  | Uitgesloten (EX)                       |
| Blanco  | Teruggetrokken (WD) / Niet deelgenomen |
| 1, 2, 3 | Sprint positie (punten behaald)        |
| P       | Poleposition                           |
| S       | Snelste ronde                          |

### 1950 – 1951
| Jaar | Chassis        | Motor                | Banden | Coureurs             | 1   | 2   | 3   | 4    | 5    | 6   | 7      | 8   | Punten | WK-plaats |
| ---- | -------------- | -------------------- | ------ | -------------------- | --- | --- | --- | ---- | ---- | --- | ------ | --- | ------ | --------- |
| 1950 | Alfa Romeo 158 | Alfa Romeo 1.5 L8 s  | P      |                      | GBR | MON | 500 | ZWI  | BEL  | FRA | ITA    |     | -*     | -*        |
| 1950 | Alfa Romeo 158 | Alfa Romeo 1.5 L8 s  | P      | Juan Manuel Fangio   | DNF | 1PS |     | DNFP | 1    | 1PS | DNF¹PS |     | -*     | -*        |
| 1950 | Alfa Romeo 158 | Alfa Romeo 1.5 L8 s  | P      | Nino Farina          | 1PS | DNF |     | 1S   | 4PS  | 7   | 1      |     | -*     | -*        |
| 1950 | Alfa Romeo 158 | Alfa Romeo 1.5 L8 s  | P      | Luigi Fagioli        | 2   | DNF |     | 2    | 2    | 2   | 3      |     | -*     | -*        |
| 1950 | Alfa Romeo 158 | Alfa Romeo 1.5 L8 s  | P      | Reg Parnell          | 3   |     |     |      |      |     |        |     | -*     | -*        |
| 1950 | Alfa Romeo 158 | Alfa Romeo 1.5 L8 s  | P      | Piero Taruffi        |     |     |     |      |      |     | DNF¹   |     | -*     | -*        |
| 1950 | Alfa Romeo 158 | Alfa Romeo 1.5 L8 s  | P      | Consalvo Sanesi      |     |     |     |      |      |     | DNF    |     | -*     | -*        |
| 1951 | Alfa Romeo 159 | Alfa Romeo 1.5 L8 s. | P      |                      | ZWI | 500 | BEL | FRA  | GBR  | DUI | ITA    | SPA | -*     | -*        |
| 1951 | Alfa Romeo 159 | Alfa Romeo 1.5 L8 s. | P      | Juan Manuel Fangio   | 1PS |     | 9PS | 1¹PS | 2    | 2S  | DNFP   | 1S  | -*     | -*        |
| 1951 | Alfa Romeo 159 | Alfa Romeo 1.5 L8 s. | P      | Nino Farina          | 3   |     | 1   | 5    | DNFS | DNF | 3¹S    | 3   | -*     | -*        |
| 1951 | Alfa Romeo 159 | Alfa Romeo 1.5 L8 s. | P      | Luigi Fagioli        |     |     |     | 1¹PS |      |     |        |     | -*     | -*        |
| 1951 | Alfa Romeo 159 | Alfa Romeo 1.5 L8 s. | P      | Felice Bonetto       |     |     |     |      | 4    | DNF | 3¹S    | 5   | -*     | -*        |
| 1951 | Alfa Romeo 159 | Alfa Romeo 1.5 L8 s. | P      | Toulo de Graffenried | 5   |     |     |      |      |     | DNF    | 6   | -*     | -*        |
| 1951 | Alfa Romeo 159 | Alfa Romeo 1.5 L8 s. | P      | Consalvo Sanesi      | 4   |     | DNF | 10   | 6    |     |        |     | -*     | -*        |
| 1951 | Alfa Romeo 159 | Alfa Romeo 1.5 L8 s. | P      | Paul Pietsch         |     |     |     |      |      | DNF |        |     | -*     | -*        |
| Jaar | Chassis        | Motor                | Banden | Coureurs             | 1   | 2   | 3   | 4    | 5    | 6   | 7      | 8   | Punten | WK-plaats |

* Het constructeurskampioenschap werd pas gehouden met ingang van het seizoen 1958.
¹ Twee rijders actief met één auto.
Tussen 1952 en 1978 nam Alfa Romeo niet deel als constructeur.

### 1979 – 1985
| Jaar | Chassis                                         | Motor                         | Banden | Coureurs           | 1   | 2   | 3    | 4   | 5   | 6    | 7   | 8   | 9   | 10  | 11  | 12  | 13  | 14   | 15  | 16  | Punten | WK-plaats |
| ---- | ----------------------------------------------- | ----------------------------- | ------ | ------------------ | --- | --- | ---- | --- | --- | ---- | --- | --- | --- | --- | --- | --- | --- | ---- | --- | --- | ------ | --------- |
| 1979 | Alfa Romeo 177 Alfa Romeo 179                   | Alfa Romeo F12 Alfa Romeo V12 | G      |                    | ARG | BRA | ZAF  | VSW | SPA | BEL  | MON | FRA | GBR | DUI | OOS | NED | ITA | CAN  | VST |     | 0      | -         |
| 1979 | Alfa Romeo 177 Alfa Romeo 179                   | Alfa Romeo F12 Alfa Romeo V12 | G      | Bruno Giacomelli   |     |     |      |     |     | DNF  |     | 17  |     |     |     |     | DNF |      | DNF |     | 0      | -         |
| 1979 | Alfa Romeo 177 Alfa Romeo 179                   | Alfa Romeo F12 Alfa Romeo V12 | G      | Vittorio Brambilla |     |     |      |     |     |      |     |     |     |     |     |     | 12  | DNF  | DNQ |     | 0      | -         |
| 1980 | Alfa Romeo 179                                  | Alfa Romeo V12                | G      |                    | ARG | BRA | ZAF  | VSW | BEL | MON  | FRA | GBR | DUI | OOS | NED | ITA | CAN | VST  |     |     | 4      | 11        |
| 1980 | Alfa Romeo 179                                  | Alfa Romeo V12                | G      | Bruno Giacomelli   | 5   | 13  | DNF  | DNF | DNF | DNF  | DNF | DNF | 5   | DNF | DNF | DNF | DNF | DNFP |     |     | 4      | 11        |
| 1980 | Alfa Romeo 179                                  | Alfa Romeo V12                | G      | Patrick Depailler  | DNF | DNF | NC   | DNF | DNF | DNF  | DNF | DNF |     |     |     |     |     |      |     |     | 4      | 11        |
| 1980 | Alfa Romeo 179                                  | Alfa Romeo V12                | G      | Vittorio Brambilla |     |     |      |     |     |      |     |     |     |     | DNF | DNF |     |      |     |     | 4      | 11        |
| 1980 | Alfa Romeo 179                                  | Alfa Romeo V12                | G      | Andrea de Cesaris  |     |     |      |     |     |      |     |     |     |     |     |     | DNF | DNF  |     |     | 4      | 11        |
| 1981 | Alfa Romeo 179B Alfa Romeo 179C Alfa Romeo 179D | Alfa Romeo V12                | G      |                    | VSW | BRA | ARG  | SMR | BEL | MON  | SPA | FRA | GBR | DUI | OOS | NED | ITA | CAN  | LSV |     | 10     | 9         |
| 1981 | Alfa Romeo 179B Alfa Romeo 179C Alfa Romeo 179D | Alfa Romeo V12                | G      | Bruno Giacomelli   | DNF | NC  | 10   | DNF | 9   | DNF  | 10  | 15  | DNF | 15  | DNF | DNF | 8   | 4    | 3   |     | 10     | 9         |
| 1981 | Alfa Romeo 179B Alfa Romeo 179C Alfa Romeo 179D | Alfa Romeo V12                | G      | Mario Andretti     | 4   | DNF | 8    | DNF | 10  | DNF  | 8   | 8   | DNF | 9   | DNF | DNF | DNF | 7    | DNF |     | 10     | 9         |
| 1982 | Alfa Romeo 179D Alfa Romeo 182 Alfa Romeo 182B  | Alfa Romeo V12                | G M    |                    | ZAF | BRA | VSW  | SMR | BEL | MON  | VSO | CAN | NED | GBR | FRA | DUI | OOS | ZWI  | ITA | LSV | 7      | 10        |
| 1982 | Alfa Romeo 179D Alfa Romeo 182 Alfa Romeo 182B  | Alfa Romeo V12                | G M    | Bruno Giacomelli   | 11  | DNF | DNF  | DNF | DNF | DNF  | DNF | DNF | 11  | 7   | 9   | 5   | DNF | 12   | DNF | 10  | 7      | 10        |
| 1982 | Alfa Romeo 179D Alfa Romeo 182 Alfa Romeo 182B  | Alfa Romeo V12                | G M    | Andrea de Cesaris  | 13  | DNF | DNFP | DNF | DNF | 3    | DNF | 6   | DNF | DNF | DNF | DNF | DNF | 10   | 10  | 9   | 7      | 10        |
| 1983 | Alfa Romeo 183T                                 | Alfa Romeo V8                 | M      |                    | BRA | VSW | FRA  | SMR | MON | BEL  | VSO | CAN | GBR | DUI | OOS | NED | ITA | EUR  | ZAF |     | 18     | 6         |
| 1983 | Alfa Romeo 183T                                 | Alfa Romeo V8                 | M      | Andrea de Cesaris  | DSQ | DNF | 12   | DNF | DNF | DNFS | DNF | DNF | 8   | 2   | DNF | DNF | DNF | 4    | 2   |     | 18     | 6         |
| 1983 | Alfa Romeo 183T                                 | Alfa Romeo V8                 | M      | Mauro Baldi        | DNF | DNF | DNF  | 10  | 6   | DNF  | 12  | 10  | 7   | DNF | DNF | 5   | DNF | DNF  | DNF |     | 18     | 6         |
| 1984 | Alfa Romeo 184T                                 | Alfa Romeo V8                 | G      |                    | BRA | ZAF | BEL  | SMR | FRA | MON‡ | CAN | VSO | DAL | GBR | DUI | OOS | NED | ITA  | EUR | POR | 11     | 8         |
| 1984 | Alfa Romeo 184T                                 | Alfa Romeo V8                 | G      | Riccardo Patrese   | DNF | 4   | DNF  | DNF | DNF | DNF  | DNF | DNF | DNF | 12  | DNF | 10  | DNF | 3    | 6   | 8   | 11     | 8         |
| 1984 | Alfa Romeo 184T                                 | Alfa Romeo V8                 | G      | Eddie Cheever      | 4   | DNF | DNF  | 7   | DNF | DNQ  | 11  | DNF | DNF | DNF | DNF | DNF | 13  | 9    | DNF | 17  | 11     | 8         |
| 1985 | Alfa Romeo 185T                                 | Alfa Romeo V8                 | G      |                    | BRA | POR | SMR  | MON | CAN | VSO  | FRA | GBR | DUI | OOS | NED | ITA | BEL | EUR  | ZAF | AUS | 0      | 12        |
| 1985 | Alfa Romeo 185T                                 | Alfa Romeo V8                 | G      | Riccardo Patrese   | DNF | DNF | DNF  | DNF | 10  | DNF  | 11  | 9   | DNF | DNF | DNF | DNF | DNF | 9    | DNF | DNF | 0      | 12        |
| 1985 | Alfa Romeo 185T                                 | Alfa Romeo V8                 | G      | Eddie Cheever      | DNF | DNF | DNF  | DNF | 17  | 9    | 10  | DNF | DNF | DNF | DNF | DNF | DNF | 11   | DNF | DNF | 0      | 12        |
| Jaar | Chassis                                         | Motor                         | Banden | Rijders            | 1   | 2   | 3    | 4   | 5   | 6    | 7   | 8   | 9   | 10  | 11  | 12  | 13  | 14   | 15  | 16  | Punten | WK-plaats |

Tussen 1986 en 2018 nam Alfa Romeo niet deel als constructeur.

### 2019 – 2023
| Jaar | Chassis en banden | Motor              | Coureurs           | 1   | 2   | 3   | 4   | 5   | 6   | 7   | 8   | 9   | 10  | 11  | 12  | 13  | 14  | 15  | 16  | 17  | 18  | 19  | 20  | 21  | 22  | Punten | WK-plaats |
| ---- | ----------------- | ------------------ | ------------------ | --- | --- | --- | --- | --- | --- | --- | --- | --- | --- | --- | --- | --- | --- | --- | --- | --- | --- | --- | --- | --- | --- | ------ | --------- |
| 2019 | Alfa Romeo C38 P  | Ferrari 064 V6     |                    | AUS | BHR | CHN | AZE | SPA | MON | CAN | FRA | OOS | GBR | DUI | HON | BEL | ITA | SIN | RUS | JPN | MEX | VST | BRA | ABU |     | 57     | 8         |
| 2019 | Alfa Romeo C38 P  | Ferrari 064 V6     | Kimi Räikkönen     | 8   | 7   | 9   | 10  | 14  | 17  | 15  | 7   | 9   | 8   | 12  | 7   | 16  | 15  | DNF | 13  | 12  | DNF | 11  | 4   | 13  |     | 57     | 8         |
| 2019 | Alfa Romeo C38 P  | Ferrari 064 V6     | Antonio Giovinazzi | 15  | 11  | 15  | 12  | 16  | 19  | 13  | 16  | 10  | DNF | 13  | 18  | 18  | 9   | 10  | 15  | 14  | 14  | 14  | 5   | 16  |     | 57     | 8         |
| 2020 | Alfa Romeo C39 P  | Ferrari 065 V6     |                    | OOS | STI | HON | GBR | 70J | SPA | BEL | ITA | TOS | RUS | EIF | POR | EMI | TUR | BHR | SAK | ABU |     |     |     |     |     | 8      | 8         |
| 2020 | Alfa Romeo C39 P  | Ferrari 065 V6     | Kimi Räikkönen     | DNF | 11  | 15  | 17  | 15  | 14  | 12  | 13  | 9   | 14  | 12  | 11  | 9   | 15  | 15  | 14  | 12  |     |     |     |     |     | 8      | 8         |
| 2020 | Alfa Romeo C39 P  | Ferrari 065 V6     | Antonio Giovinazzi | 9   | 14  | 17  | 12  | 17  | 16  | DNF | 16  | DNF | 11  | 10  | 15  | 10  | DNF | 16  | 13  | 16  |     |     |     |     |     | 8      | 8         |
| 2021 | Alfa Romeo C41 P  | Ferrari 065/066 V6 |                    | BHR | EMI | POR | SPA | MON | AZE | FRA | STI | OOS | GBR | HON | BEL | NED | ITA | RUS | TUR | VST | MXS | SAP | QAT | SAU | ABU | 13     | 9         |
| 2021 | Alfa Romeo C41 P  | Ferrari 065/066 V6 | Kimi Räikkönen     | 11  | 13  | DNF | 12  | 11  | 10  | 17  | 11  | 15  | 15  | 10  | 18  | DNS | ND  | 8   | 12  | 13  | 8   | 12  | 14  | 14  | DNF | 13     | 9         |
| 2021 | Alfa Romeo C41 P  | Ferrari 065/066 V6 | Robert Kubica      |     |     |     |     |     |     |     |     |     |     |     |     | 15  | 14  |     |     |     |     |     |     |     |     | 13     | 9         |
| 2021 | Alfa Romeo C41 P  | Ferrari 065/066 V6 | Antonio Giovinazzi | 12  | 14  | 12  | 15  | 10  | 11  | 15  | 15  | 14  | 13  | 14  | 13  | 14  | 13  | 16  | 11  | 11  | 11  | 14  | 15  | 9   | DNF | 13     | 9         |
| 2022 | Alfa Romeo C42 P  | Ferrari 066/7 V6   |                    | BHR | SAU | AUS | EMI | MIA | SPA | MON | AZE | CAN | GBR | OOS | FRA | HON | BEL | NED | ITA | SIN | JPN | VST | MXS | SAP | ABU | 55     | 6         |
| 2022 | Alfa Romeo C42 P  | Ferrari 066/7 V6   | Zhou Guanyu        | 10  | 11  | 11  | 15  | DNF | DNF | 16  | DNF | 8   | DNF | 14  | 16† | 13  | 14  | 16  | 10  | DNF | 16S | 12  | 13  | 12  | 12  | 55     | 6         |
| 2022 | Alfa Romeo C42 P  | Ferrari 066/7 V6   | Valtteri Bottas    | 6   | DNF | 8   | 75  | 7   | 6   | 9   | 11  | 7   | DNF | 11  | 14  | 20† | DNF | DNF | 13  | 11  | 15  | DNF | 10  | 9   | 15  | 55     | 6         |
| 2023 | Alfa Romeo C43 P  | Ferrari 066/10 V6  |                    | BHR | SAU | AUS | AZE | MIA | MON | SPA | CAN | OOS | GBR | HON | BEL | NED | ITA | SIN | JPN | QAT | VST | MXS | SAP | LSV | ABU | 16     | 9         |
| 2023 | Alfa Romeo C43 P  | Ferrari 066/10 V6  | Zhou Guanyu        | 16S | 13  | 9   | DNF | 16  | 13  | 9   | 16  | 12  | 15  | 16  | 13  | DNF | 14  | 12  | 13  | 9   | 13  | 14  | DNF | 15  | 17  | 16     | 9         |
| 2023 | Alfa Romeo C43 P  | Ferrari 066/10 V6  | Valtteri Bottas    | 8   | 18  | 11  | 18  | 13  | 11  | 19  | 10  | 15  | 12  | 12  | 12  | 14  | 10  | DNF | DNF | 8   | 12  | 15  | DNF | 17  | 19  | 16     | 9         |
| Jaar | Chassis en banden | Motor              | Coureurs           | 1   | 2   | 3   | 4   | 5   | 6   | 7   | 8   | 9   | 10  | 11  | 12  | 13  | 14  | 15  | 16  | 17  | 18  | 19  | 20  | 21  | 22  | Punten | WK-plaats |

- † Uitgevallen maar wel geklasseerd omdat er meer dan 90% van de raceafstand werd afgelegd.